# Itapirapuã
Itapirapuã là một đô thị thuộc bang Goiás, Brasil. Đô thị này có diện tích 2043,699 km², dân số năm 2007 là 12189 người, mật độ 6 người/km².